# Шиманувка (Лодзинське воєводство)
Шиманувка (пол. Szymanówka) — село в Польщі, у гміні Опорув Кутновського повіту Лодзинського воєводства.
У 1975-1998 роках село належало до Плоцького воєводства.